# Oligoplites saliens
Oligoplites saliens is een straalvinnige vis uit de familie van horsmakrelen (Carangidae), orde baarsachtigen (Perciformes), die voorkomt in het westen en het zuidwesten van de Atlantische Oceaan.

## Anatomie
Oligoplites saliens kan maximaal 50 cm lang en 900 gram zwaar worden. 

## Leefwijze
Oligoplites saliens is een zout- en brakwatervis die voorkomt in een tropisch klimaat.  De soort is voornamelijk te vinden in kustwateren (zoals estuaria, lagunes en brakke zeeën), zeeën, zachtstromend water en wateren met een zachte ondergrond. De diepte waarop de soort voorkomt is maximaal 40 m onder het wateroppervlak. De vis voedt zich met hoofdzakelijk uit dierlijk voedsel.

## Relatie tot de mens
Oligoplites saliens is voor de visserij van beperkt commercieel belang. De soort komt niet voor op de Rode Lijst van de IUCN. 